# Markus Imboden
Markus Imboden, né le 17 octobre 1955 à Interlaken, est un réalisateur et scénariste suisse. 
L'Enfance volée (Der Verdingbub) est son film le plus connu en Suisse.

## Filmographie partielle
- 2005 : Die Leibwächterin